# 波波龍科
波波龍科（Poposauridae），是群大型肉食性主龍類，身長約2.5到5公尺長，與恐龍共同生存於三疊紀晚期。牠們的化石在北美與歐洲等地發現，也是牠們所處環境的頂級掠食動物。因為牠們在很多方面類似獸腳亞目恐龍，例如頭顱特徵，所以牠們起初被認為是獸腳亞目恐龍，但親緣分支分類法研究顯示牠們與鱷魚有親緣關係。
根據J. Michael Parrish在1993年對於鱷型踝關節類（Crocodylotarsi）的親緣分支分類法研究，波波龍科包括了波波龍、波斯特鱷、巨齒龍、布隆斯格羅夫龍（Bromsgroveia）。然而根據Long與Murry在1995年，彼得·加爾東（Peter Galton）與艾力克·沃克（Alick Walker）在1996年的研究，巨齒龍並非原先認為的波波龍科，而是屬於勞氏鱷科。在2000年代，不同的科學家分別將波斯特鱷歸類於勞氏鱷科，或是迅猛鱷科。
在2005年，保羅·塞里諾（Paul Sereno）將波波龍演化支定義為：包括波波龍，但不包含尼羅鱷的演化支。

## 外部連結
- Palaeos網站
- Taxon Search
- Mikko's Phylogeny Archive網站
- 波斯特鱷/勞氏鱷 （页面存档备份，存于） - Dinosaur Mailing List archives論壇